# Foro Madrid
El Foro Madrid es el nombre de una alianza de partidos políticos y otras organizaciones de Hispanoamérica y España formada el 26 de octubre de 2020 por la Fundación Disenso, un think tank del partido político español ultraconservador y de extrema derecha Vox. Su documento fundacional, la Carta de Madrid, fue firmada principalmente por políticos de ideas conservadoras, ultraconservadoras y de derecha y extrema derecha de América y la península ibérica, incluidos miembros del Partido Republicano de los Estados Unidos, miembros de la oposición venezolana, disidentes cubanos, fujimoristas (Perú), y otros representantes de partidos políticos de América Latina.
El foro trajo la influencia del partido español con otros movimientos afines de su apodada «Iberosfera», que generó críticas de sus detractores por sus propuestas conservadoras. Además, su manifiesto fundacional cobró relevancia principal en Perú como parte de una estrategia para impedir el «avance del comunismo» en América Latina, meses después de aquella crisis electoral ocurrida en ese país en 2021. El foro, por medio de su director, mostró su respaldo hacia congresistas de derecha y afines que posteriormente fueron responsables de la destitución del presidente Pedro Castillo, cuya ideología es incompatible con los principios del manifiesto, en plena crisis política. Algunos participantes del foro enviaron una carta a la Organización de Estados Americanos por la supuesta participación de Castillo en la denominada convulsión social.

## Contexto
La Carta de Madrid es un manifiesto que antecede la formación del Foro Madrid, bajo una «estructura permanente y un plan de acción anual». El partido español Vox presentó inicialmente el proyecto al gobierno del entonces presidente estadounidense, Donald Trump, mientras sus dirigentes visitaban los Estados Unidos en febrero de 2019. Santiago Abascal aprovechó de sus buenas relaciones con la administración para procurar apoyos dentro del ala más conservadora del Partido Republicano y establecer fuertes lazos con contactos estadounidenses. Un mes después, en marzo de 2019, Abascal se identificó en una imagen vistiéndose de un morrión similar a los utilizados por los tercios españoles y semejante a un conquistador español. En el periódico ABC apareció un artículo que detalla el documento y explicando que este evento proporcionó una narrativa que «simboliza en parte el ánimo expansionista de Vox y su ideología lejos de España». Un año después, el 3 de marzo de 2020, Abascal se reunió con el secretario general de la Organización de los Estados Americanos, Luis Almagro, para discutir la creación del Foro Madrid. Con el tiempo, el manifiesto creció para incluir firmantes que tenían poca o ninguna relación con América Latina y el idioma español.
El Foro Madrid estuvo destinado a celebrar su primer evento en Madrid en junio de 2020, aunque se canceló debido a la pandemia de COVID-19. En su lugar, la Carta de Madrid se publicó en línea el 26 de octubre de 2020.

## Carta de Madrid
La Carta de Madrid (bajo el nombre oficial: Carta de Madrid: en defensa de la libertad y la democracia en la Iberosfera) es un manifiesto creado el 26 de octubre de 2020 por la Fundación Disenso, think tank del partido político ultraconservador y de extrema derecha Vox. La mencionada Fundación Disenso abogó por «la reivindicación de la herencia de la civilización occidental, el legado cultural de España en el mundo y su vocación en Europa y América». El documento hizo eco de las denuncias hacia las organizaciones de izquierda en Iberoamérica, al representar una supuesta amenaza para la democracia liberal a través del comunismo, y que parte de la región «es rehén de regímenes totalitarios de inspiración comunista, apoyados en el narcotráfico y en terceros países, todos ellos bajo el paraguas de Cuba». La Carta de Madrid tuvo el respaldo principal de políticos afines a ideas conservadoras, ultraconservadoras y de derecha y extrema derecha de la denominada «Iberosfera».

### Contenido
En el documento, los signatarios establecen dos puntos importantes; el primero es que existe una «Iberosfera» aliada de naciones que tienen las mismas raíces en la península ibérica, y el segundo a la presencia de grupos de izquierda como el Foro de São Paulo y el Grupo de Puebla, en que la carta identificó como enemigo y amenaza para la libertad. Según Isaac Bigio, el neologismo «Iberosfera» se basa en la Organización de Estados Iberoamericanos, reconocida en la carta.
La carta es crítica de lo que considera progresista. Condena a los grupos de izquierda por estar bajo una supuesta influencia del Gobierno de Cuba, afirmando que están «bajo el paraguas del régimen cubano», describe a los gobiernos de izquierda como «secuestrados por regímenes totalitarios de inspiración comunista, apoyados por el narcotráfico» y señala que los grupos de izquierda tienen una «agenda ideológica» para desestabilizar a los gobiernos liberales. La carta además destaca la defensa por el estado de derecho, la separación de poderes y la propiedad privada. También se pide a los académicos, los medios de comunicación y otros colectivos que defiendan los objetivos de la Carta de Madrid.
Delegados de Vox viajaron por Latinoamérica para promover y conseguir firmas del manifiesto, reuniéndose con políticos de Ecuador, México y Perú. Mientras promocionaba la carta en Ecuador, el delegado de Vox, Hermann Tertsch, dijo que las firmas eran necesarias para contrarrestar el «narcosocialismo», argumentando que «[t]odos los países latinoamericanos están amenazados por el mismo proyecto totalitario financiado principalmente por el petróleo y el narcotráfico venezolanos», que Tertsch dijo que fue guiado por Cuba. En las reuniones en Ecuador, el recién nombrado Ministro de la Defensa Nacional por el presidente Guillermo Lasso, Fernando Donoso, firmó el documento junto con miembros del Partido Social Cristiano y el partido SUMA.
En México, la visita y el acto de recogida de firmas de Vox generó polémica cuando los legisladores del Partido Acción Nacional (PAN) firmaron el acta constitutiva. Los políticos del PAN recibieron críticas en las redes sociales que resultaron en conflictos dentro del partido. Poco después de participar con Vox, los políticos del PAN se distanciaron de firmar el manifiesto, mientras que el Twitter oficial del partido borró una imagen de miembros del PAN reunidos con representantes de Vox. Debido a la controvertida visita de Vox, se discutió la posibilidad de que México hiciera cumplir el artículo 33 de la Constitución de México, que otorga la expulsión de personas extranjeras por interferir en los «asuntos políticos» mexicanos. Andrés Manuel López Obrador, el presidente de México, declinó esta opción al afirmar: «México es un país libre. Lo digo también para que si el señor de Vox, Abascal, volviera a venir lo haga. Las puertas de nuestro país están abiertas, siempre son bienvenidos. Todos los extranjeros, incluso si son opositores».
El sitio web peruano de periodismo de investigación Ojo Público escribió en un artículo otras las alianzas de Vox en el contenente americano. En este artículo se evidenció que miembros de la organización viajaron a Perú para obtener respaldo, en que los partidos Avanza País de Hernando de Soto, Fuerza Popular de Keiko Fujimori y Renovación Popular de Rafael López Aliaga fueron partícipes del documento. A pesar de no incrustar su firma, el diario La República señaló que la lideresa Fujimori, cuya campaña presidencial de 2021 incluyó proselitismo anticomunista, estuvo en comunicación con integrantes de Vox. Ejecutivos de empresas peruanas, incluido el propietario de Willax Televisión, también participaron en las discusiones y firmaron el acta constitutiva.
Luego de la visita a Perú en septiembre de 2021, en medio de críticas por políticos de izquierda como el partido Juntos por el Perú, Vox creó al mes siguiente una iniciativa de participación electrónica en Perú para recolectar firmas de ciudadanos peruanos.

### Participantes
| Procedencia    | Firmantes | Ref.                 |
| -------------- | --- | -------------------- |
| Argentina      | - Alberto Asseff - Alejandro Chafuen - Alejandro Fargosi - Alfredo Schiavoni - Carla Piccolomini - David Schlereth - Diego Marías - Francisco Sánchez - Hernán Berisso - Inés Liendo - Javier Milei - José Luis Espert - Juan Aicega - Julio Sahad - Karina Mariani - Luis Rosales - María Zaldívar - Martín Pugliese - Pablo Kleinman - Pablo Torello - Paola Michielotto - Santiago Muzio - Victoria Villarruel - Waldo Wolff | [cita requerida]     |
| Bolivia        | - Arturo Murillo | [ 27 ]               |
| Brasil         | - Bia Kicis - Eduardo Bolsonaro | [ 23 ] [ 27 ]        |
| Chile          | - Andrés Barrientos - José Antonio Kast - Vanessa Kaiser | [ 23 ] [ 27 ]        |
| Colombia       | - John Marulanda - Margarita Restrepo - María Clara Escobar - María Fernanda Cabal - Paloma Valencia - Paola Holguín | [ 41 ]               |
| Costa Rica     | - Dragos Dolanescu Valenciano - Fabricio Alvarado Muñoz - Otto Guevara Guth | [ 27 ]               |
| Cuba           | - Alejandro González Raga - Antonio Rodiles - Dulce Canal Hernández - Ernesto Ortiz - Hilda Molina - Léo Juvier-Hendrickx - Orlando Gutiérrez-Boronat - René Bolio - Rosa María Payá - Yaxys Cires - Zoé Valdés | [ 27 ]               |
| Ecuador        | - Amparo Medina - André Santos Espinoza - César E. Benítez - Cristina López - Esteban Torres Cobo - Felipe León - Fernando Balda - Gabriela Weber - Guillermo Lasso (atribuido) - Héctor Yepes - Henry Kronfle - Jairo Darío Lalaleo Valencia - Luis Espinosa Goded - Mario Cuvi - Mario Pazmiño Silva - Martha Cecilia Villafuerte - Max Meitzner - Otto Sonnenholzner - Pedro Pablo Duart | [ 22 ] [ 27 ] [ 28 ] |
| Honduras       | - Mauricio Villeda | [ 27 ]               |
| Francia        | - Marion Maréchal | [ 27 ]               |
| Grecia         | - Emmanouil Fragkos | [ 27 ]               |
| El Salvador    | - Alejandrina Castro | [ 27 ]               |
| Italia         | - Giorgia Meloni - Nicola Procaccini | [ 27 ]               |
| México         | - Alejandra Reynoso Sánchez - América Rangel Lorenzana - Carlos Leal - Eduardo Verástegui - Elsa Méndez Álvarez - Fernando Rodríguez Doval - Gina Cruz Blackledge - Guadalupe Murguía Gutiérrez - Guadalupe Saldaña Cisneros - Indira Rosales San Román - Juan Antonio Martín del Campo - Julen Rementería del Puerto - Marco Antonio Gama - Mario Romo - Minerva Hernández Ramos - Nadia Navarro Acevedo - Pablo Adame - Raúl Torres Guerrero - Roberto Juan Moya Clemente - Sarai Nuñez Cerón - Víctor Oswaldo Fuentes Solís | [ 27 ]               |
| Países Bajos   | - Derk Jan Eppink | [ 27 ]               |
| Paraguay       | - Dannia Ríos - Hugo Vera Ojeda - Tito Aranda - Víctor Pavón | [ 27 ]               |
| Perú           | - Adriana Tudela - Aldo Mariátegui - Alejandro Muñante - Alfonso Baella - Ángel Guillermo Delgado Silva - Carlos Hamann - Patricia Juárez - César Combina - Daniel Córdova - Dardo López-Dolz - Diana Seminario - Diego Acuña - Diethell Columbus - Edgar Callo Wong - Elizabeth Du-Bois Curcio - Elizabeth Dulanto de Miró Quesada - Enrique Ghersi Silva - Erasmo Wong Lu - Ernesto Álvarez Miranda - Ernesto Bustamante - Fabiola Morales - Fernando Cálmele del Solar - Fernando Cillóniz - Francisco Tudela - Gustavo Nakamura - Hernando Guerra García - Javier Bedoya Denegri - Javier González-Olaechea Franco - Jorge Montoya Manrique - Jorge Villena - Jorge Zeballos - José Cueto Aservi - José Williams - Juan Bosco Hermoza - Juan Carlos Lizarzaburu - Luis Galarreta - Miguel Santamaría Dávila - Miguel Yagi Higa - Nelson Roberto Pardo - Néstor Quizpez-Asin - Noelia Rossvith Herrera Medina - Pedro Olaechea - Rafael López Aliaga - Rosangella Barbarán - Vanya Melissa Thais Iriarte - Víctor Andrés Ponce - Yorry Warthon | [ 9 ] [ 23 ] [ 27 ]  |
| Portugal       | - André Ventura | [ 27 ]               |
| España         | - Hermann Tertsch - Jorge Buxadé - Rocío Monasterio - Santiago Abascal | [ 27 ]               |
| Suecia         | - Charlie Weimers | [ 27 ]               |
| Estados Unidos | - Alberto Fernández - Alejandro Chafuen - Alfonso Aguilar - Terry Schilling - Dan Schneider - Daniel Garza - Daniel Pipes - Grover Norquist - John Fonte - John Pence - Lorenzo Montanari - Matt Schlapp - Mike González - Pablo Kleinman - Roger Noriega | [ 27 ] [ 42 ] [ 43 ] |
| Uruguay        | - Pablo Viana - Pedro Isern | [ 27 ]               |
| Venezuela      | - Alberto Franceschi - Alfredo Mago - Álvaro Guerrero - Antonio Ledezma - Aquiles Martini Pietri - Biagio Pilieri - Carlos Bastardo - Carlos Ortega - Carlos Salazar - Dignora Hernández - Diego Arria - Eduardo Flores - Edwin Luzardo - Enrique Aristeguieta Gramcko - Humberto Calderón Berti - Humberto González - Ignacio de León - Jesús Petit DaCosta - Johanna Montenegro - José Luis Pirela - Juan Carlos Bolívar - Juan Pablo García - Luis Barragán - María Corina Machado - Melquiades Pulido - Milos Alcalay - Nafir Morales - Nahem Reyes - Nitu Pérez Osuna - Noel Álvarez - Omar González Moreno - Orlando Avendaño - Pedro Urruchurtu - Richard Blanco - Vladimir Petit Medina - Wilfredo Bello | [ 27 ]               |

## Reuniones

### Primer encuentro regional
El I Encuentro del Foro Madrid se llevó a cabo en Bogotá en febrero de 2022. En la reunión, un grupo de alrededor de cien manifestantes identificados de «antifascistas» se reunieron para denunciar el Foro de Madrid, con la arenga de «Bogotá será la tumba del fascismo» y daños en el exterior del hotel donde ocurrió el hecho. La policía disuadió a los manifestantes, mientras que el foro acusó al candidato presidencial de izquierda Gustavo Petro de organizar las protestas. Durante el evento, el foro enfatizó la importancia de las próximas elecciones presidenciales colombianas de 2022 y las elecciones generales brasileñas de 2022, y dijo que una amenaza de «narcocomunismo» se cernía sobre América Latina. France 24 describió el evento como una «reunión de representantes del partido Vox de España y grupos de extrema derecha de Colombia, Perú, Cuba, Venezuela y Chile».

### Segundo encuentro regional
Durante el II Encuentro del Foro Madrid, realizada en Lima en marzo de 2023, contó con la presencia virtual del líder del foro, Santiago Abascal, quien calificó al Foro de Sao Paulo y al Grupo de Puebla como «organizaciones criminales».  Además tuvo de presentadora a la presidenta de Vox, Rocío Monasterio. En este encuentro se estableció la Declaración de Lima, un documento para respaldar lo que los participantes consideran «democracia».
El foro también solicitó la destitución del presidente de Colombia Gustavo Petro, al afirmar que las elecciones presidenciales colombianas de 2022 fueron fraudulentas, y señaló que hubo supuesta ayuda de los narcotraficantes y la interferencia de las redes sociales de Rusia. El desidente cubano Orlando Gutiérrez-Boronat, la boliviana Carolina Ribera Añez (hija de la encarcelada Jeanine Áñez) y el magistrado del Tribunal Supremo de Justicia de Venezuela en el exilio, Miguel Ángel Martín Tortabu, participaron en el evento.
El encuentro adicionalmente consideró la participación de Perú, luego de la destitución de Pedro Castillo y el conflicto diplomático por otros gobiernos de América Latina. En la guía de presentación del evento señaló que en el Perú «se libra una batalla fundamental para el futuro de la democracia en Iberoamérica». Miembros del colectivo radical La Resistencia también estuvieron presentes y se reunieron con representantes de Vox, según IDL-Reporteros. Posteriormente, congresistas nacionales como Patricia Juárez (Fuerza Popular), Patricia Chirinos (Avanza País), Maricarmen Alva (Acción Popular) y Alejandro Soto (Alianza para el Progreso) figuraron en las exposiciones.
El diario peruano El Comercio calificó el encuentro como «un evento con algunos radicalismos de tribuna y sin narrativa que prometa cambios desde la derecha»; mientras que el portal digital Wayka lo calificó como un «encuentro de la extrema derecha fascista», al mostrar que Elisabeth Dulanto Baquerizo de Miró Quesada, de la familia propietaria del Grupo El Comercio, asistió y su empresa ayudó a organizar la reunión.

## Análisis
Según el diario español El País, el partido español de Vox ha logrado agrupar grupos de evangélicos, católicos, neoconservadores, populistas de derecha e individuos «nostálgicos de las dictaduras militares» con la Carta de Madrid. Mientras que el diario Público ya conocía la rivalidad de Vox y el Partido Popular (también de España) en posicionar la derecha en América Latina.
El Comité para la Abolición de las Deudas Ilegítimas describió la carta y el Foro Madrid como «un primer intento de reagrupar las fuerzas de la extrema derecha» en una denominada «Brown International», y señaló que la Carta de Madrid estuvo «firmada conjuntamente por partidos y personalidades de la extrema derecha que no tienen nada que ver con América Latina ni con el idioma español». El diario Página 12, de Argentina, calificó la iniciativa como una «guerra cultural» declarada por Vox y «una ofensiva conservadora sobre los avances democráticos que tuvieron o comenzaron en América Latina a principios de este siglo». La politóloga Kathy Zegarra, de la Pontificia Universidad Católica del Perú, habló sobre la participación de Keiko Fujimori en la iniciativa de Vox y afirmó: «Es beneficioso para el público de extrema derecha. Sin embargo, genera responsabilidades especialmente para aquellos ciudadanos que tienen ideas más tolerantes...; es negativo para aquellos ciudadanos que tienen valores más progresistas, que tienen valores a favor de los derechos humanos». Khemvirg Puente, politóloga de la Universidad Nacional Autónoma de México, dijo que la participación de políticos del PAN en la carta fue una forma del presidente mexicano, Andrés Manuel López Obrador, de reafirmar su retórica en contra del partido y que este acto trasladó al partido al otro extremo, haciéndolo poco atractivo para los votantes. En Perú, se reportó que destacados empresarios, especialmente de la industria minera, apoyaron el Foro Madrid.

### Artículos externos
- Arroyo Menéndez, Millán (2020). «Las causas del apoyo electoral a VOX en españa». Política y Sociedad (Madrid) 57 (3): 693-717. doi:10.5209/poso.69206.
- Ferreira, Carles (2019). «Vox como representante de la derecha radical en España: un estudio sobre su ideología» [Vox as Representative of the Radical Right in Spain: A study of its Ideology]. Revista Española de Ciencia Política 51 (51): 73-98. ISSN 2173-9870. doi:10.21308/recp.51.03.